# Eusetia expansa
Eusetia expansa is een slakkensoort uit de familie van de Eulimidae. De wetenschappelijke naam van de soort is voor het eerst geldig gepubliceerd in 1930 door Powell.